# عهدنامه کارنه تیر

آرم تیر.

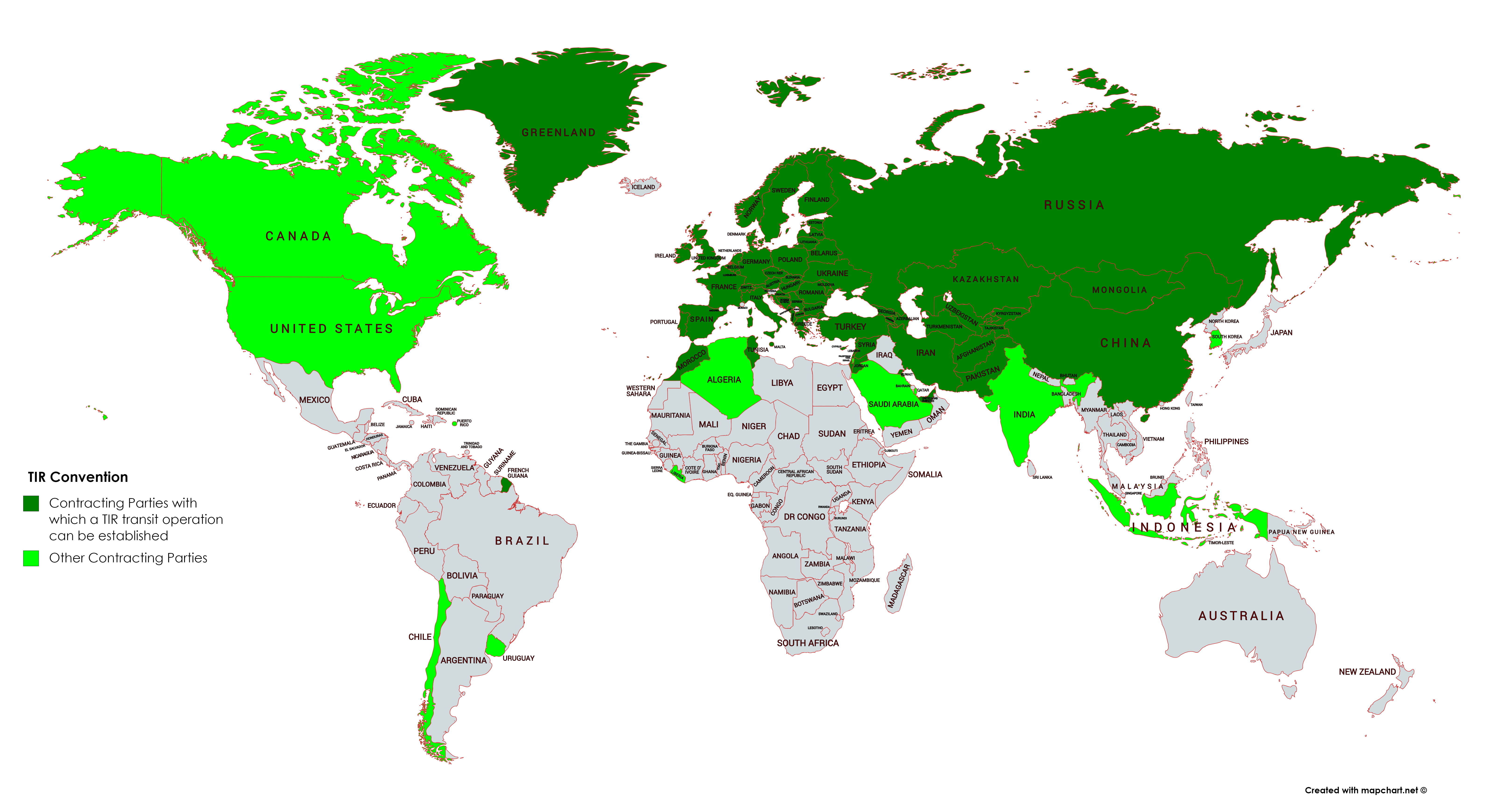
طرف‌های عهدنامه کارنه تیر، ۱۹۷۵.
طرف‌های عهدنامه که عملیات کارنه تیر در آن‌ها قابل اجرا است.

《TIR》 مخفف کلمه فرانسویِ Transport International par la Rout یا Transpor Internationaux Routiers است.
کارنه تیر 《TIR carnet》 سندی است گمرکی که برای ترانزیت بین‌المللی کالا در چارچوب کنوانسیون تیر 《TIR》 در کشور مبدأ صادر می‌شود و به موجب آن کالا در وسیله نقلیه جاده‌ای به‌طور پلمپ شده از خاک کشورهای بین راه عبور می‌کند و تا مقصد نیازی به انجام تشریفات گمرکی مربوط به ترانزیت در مرزهای ورودی و خروجی این کشورها طبق قوانین داخلی آن‌ها نخواهد بود.
در حمل و نقل بین‌المللی جاده‌ای، وسایل نقلیه و کالاها برای عبور 《ترانزیت》 از خاک هر کشور باید در مرز ورودی، پس از تنظیم اظهارنامه ترانزیت مورد بازرسی گمرکی قرار گیرد و صاحب کالا بسته به مقررات داخلی آن کشور سپرده نقدی یا ضمانت نامه تودیع کند و در اظهارنامه متعهد شود که کالا تا موعد مقرر در پروانه ترانزیت از مرز خروجی تعیین شده خارج خواهد شد. در اغلب موارد این تشریفات گمرکی سبب تأخیر و معطلی وسیله نقلیه می‌شود و هزینه‌های اضافی به بار می‌آورد، ضمن اینکه احتمال دارد کالا در این میان خسارت دیده یا سرقت شود.
به منظور تسریع در حمل و نقل بین‌المللی، کاستن از تشریفات گمرکی و جلوگیری از خسارت‌های احتمالی در جریان ترانزیت بین‌المللی کالا، کنوانسیونی تحت عنوان «کنوانسیون گمرکی مربوط به حمل و نقل بین‌المللی کالا در جاده‌ها تحت کارنه‌های تیر» به ابتکار اتحادیه بین‌المللی حمل و نقل جاده ای (IRU) (INTERNATIONAL ROAD TRANSPORT UNION) در سال ۱۹۵۹ منعقد شد که در سال ۱۹۷۵ جای خود را به کنوانسیون دیگری با همین عنوان داد.
کشورهایی که به این عهدنامه می‌پیوندند باید مؤسسه‌ای را مسئول صدور مجوز (carnet) کنند تا وسایط نقلیه با ارائه این مجوز بدون انجام تشریفات گمرکی از کشورهای سر راه بگذرند.

## عضویت ایران
طبق این کنوانسیون، سندی برای ترانزیت بین‌المللی کالا صادر می‌شود که «کارنه تیر» یا «دفترچه تیر» نام دارد و بدین منظور اعضای کنوانسیون موظف هستند، سازمانی را برای صدور کارنه تیر و تضمین پرداخت هزینه‌های ناشی از تخلفات از مقررات کنوانسیون تعیین کنند.
به موجب قانون الحاق ایران به کنوانسیون مزبور، مورخ ۱۳۶۳، اتاق بازرگانی و صنایع و معادن به عنوان مؤسسه صادرکننده و ضامن کارنه تیر مشخص شده‌است.

## مشخصات سند کارنه تیر[۳]
کارنه تیر به زبان فرانسه چاپ می‌شود، مع هذا ممکن است دارای صفحات اضافی شامل ترجمه متن کارنه به زبان کشور محل صدور باشد. کارنه تیر که برای موسسات حمل و نقل مورد تأیید و صرفاً برای حمل جاده ای کالا صادر می‌شود، فرم استانداردی دارد. برای کالاهای هر وسیله نقلیه، ترکیبی از وسایل نقلیه (وسایل نقلیه متصل شده به یکدیگر) یا برای چندین کانتینر که بر روی یک وسیله نقلیه یا ترکیبی از آنها بار شده‌اند، یک کارنه تیر صادر می‌شود که فقط برای یک سفر معتبر است. بر روی کارنه شماره اسناد جداشدنی برای کنترل گمرکی و اسناد تصفیه برای عملیات حمل و نقل ذکر شده‌است. تعداد برگه‌های کارنه تیر بر حسب تعداد کشورهای واقع بین مبدأ و مقصد کالا بین حداقل ۶ و حداکثر ۲۰ برگ متفاوت است. این صفحات دارای شماره‌های ۱و۲ هستند که آنها را اصطلاحاً وله (volet) می‌نامند و بر روی آنها تمام مشخصات کالا ذکر می‌شود.
در صورتی که کالا فقط بین یک گمرک مبدأ و یک گمرک مقصد حمل شود کارنه باید حداقل دارای دو برگ برای کشور مبدأ و دو برگ برای کشور مقصد و دو برگ برای هر کشوری باشد که از آن عبور می‌کند، برای هر محل اضافی جهت بارگیری یا تخلیه دو برگ دیگر لازم است.
به علاوه، طبق کنوانسیون تیر، لازم است که وسیله نقلیه پس از بارگیری، در گمرک کشور مبدأ بازرسی و لاک و مهر (سیم و سرب یا پلمپ) شود و پلاک‌های مستطیل شکل با علامت TIR در قسمت‌های جلو و عقب وسیله نقلیه نصب شوند. برای جلوگیری ازسوء استفاده، طرف‌های کنوانسیون باید نمونه مهرهائی را که بکار می‌برند برای یکدیگر ارسال دارند. وسیله نقلیه و کانتینر خود نیز باید طبق استانداردهای مقرر در ضمائم کنوانسیون باشد.
در صورت رعایت مقررات کنوانسون، دارندگان کارنه تیر می‌توانند پس از پلمپ وسیله نقلیه در گمرک محل بارگیری یا در نزدیک‌ترین گمرک به این محل در کشور مبدأ، بدون معطلی و بدون انجام تشریفات گمرکی ناظر بر ترانزیت خارجی، کشورهای مختلف را پشت سر گذاشته و تا مقصد نهائی به راه خود ادامه دهند؛ به عبارت دیگر، مقامات گمرکی کشورهای بین راه الزامی ندارند وسیله نقلیه و کالا را مورد بازرسی کامل قرار دهند. مگر اینکه در موارد استثنائی انجام چنین بازرسی هائی ضرورت پیدا می‌کند که در این صورت وسیله نقلیه مجدداً پلمپ خواهد شد.
گرچه کارنه تیر، حمل کننده و صاحب کالا را از الزام به تنظیم اسناد گمرکی کشورهای بین راه و تودیع سپرده یا ضمانت نامه ویژه ترانزیت معاف می‌دارد، ولی مانع اجرای محدودیت‌ها و نظارت هائی که طبق مقررات داخلی این کشورها در زمینه‌های اخلاقی، بهداشتی و امنیت عمومی وجود دارد، نمی‌شود و وصول عوارضی را که ممکن است به موجب همین مقررات پیش‌بینی شده باشد، منتفی نمی‌سازد. همچنین مقامات گمرکی ممکن است برای حمل کالا در قلمرو کشور متبوع خود محدودیت‌های زمانی برقرار کرده یا تقاضا کنند که وسیله نقلیه مسیر مشخصی را طی کند یا برای جلوگیری از سوء استفاده، لازم تشخیص دهند که وسیله نقلیه به هزینه حمل کننده همراهی (اسکورت) شود.
طبق کنوانسیون تیر مؤسسه ضامن، تعهد می‌کند که در صورت تخلف دارنده کارنه تیر از مقررات این سند، حقوق و عوارض گمرکی متعلق به کالا و هرگونه عوارض تأخیر، بهره‌های مربوط را طبق قوانین و مقررات کشوری که جرم در آن واقع شده بپردازد. البته این تضمین رفع مسئولیت اشخاصی نیست که از مقررات کنوانسیون تیر تخلف کرده‌اند. مسئولیت ضامن در قبال مقامات یک کشور عضو کنوانسیون فقط از زمانی آغاز می‌شود که کارنه تیر از طرف مقامات گمرکی آن کشور مورد قبول قرار گرفته باشد؛ به علاوه، مسئولیت مؤسسه ضامن تنها در قبال کالاهائی نیست که در کارنه ذکر شده‌اند، بلکه شامل کالاهائی نیز می‌شود که در کارنه گنجانده نشده ولی به طورغیرقانونی در قسمت پلمپ شده وسیله نقلیه یا کانتینر قرار دارند.